# Gobeu
Gobeu/Gobeo és un poble i concejo pertanyent al municipi de Vitòria. Tenia 34 habitants en (2007). Està enclavat en la Zona Rural Nord-oest de Vitòria. Està situat 6 km al nord-oest del centre de la ciutat, prop dels límits de la mateixa que ha crescut pràcticament fins a aconseguir el poble i al marge esquerre del riu Zadorra.
A terrenys que pertanyien al poble de Gobeu es va construir el polígon industrial d'Ehari-Gobeu. Les seves festes patronals se celebren  per Sant Pere (29 de juny).